# 1993 QR4
1993 QR4 är en asteroid i huvudbältet som upptäcktes den 18 augusti 1993 av den belgiske astronomen Eric W. Elst vid CERGA-observatoriet.
Asteroiden har en diameter på ungefär 7 kilometer.